# Biosatellite
Biosatellite foi uma série de satélites estadunidenses lançados pela NASA entre 1966 e 1969 para realizar pesquisas biológicas no espaço sideral.

## Satélites
- Biosatellite 1
- Biosatellite 2
- Biosatellite 3